# Zbigniew Ogonowski
Zbigniew Ogonowski (ur. 27 czerwca 1924 w Warszawie, zm. 27 września 2018 tamże) – polski filozof, profesor doktor habilitowany nauk humanistycznych, specjalista w zakresie historii filozofii nowożytnej oraz dziejów i myśli braci polskich.

## Życiorys
Absolwent Gimnazjum im. Tadeusza Reytana w Warszawie (matura konspiracyjna 1942) i studiów polonistycznych na Uniwersytecie Warszawskim. Przez krótki czas pracował w Państwowym Instytucie Wydawniczym w Redakcji Dzieł Andrzeja Frycza Modrzewskiego, a następnie, do przejścia na emeryturę z końcem 1994, był przez wiele lat pracownikiem Instytutu Filozofii i Socjologii PAN w Warszawie. Uzyskał w nim stanowisko profesora zwyczajnego, pełnił funkcję kierownika Zakładu Filozofii Nowożytnej i wicedyrektora IFiS PAN ds. filozofii. Pełnił także funkcję redaktora naczelnego czasopisma „Archiwum Historii Filozofii i Myśli Społecznej” i był członkiem Rady Programowej tego periodyku.
Pozostał aktywny naukowo również po przejściu na emeryturę. W 2016 otrzymał Nagrodę Klio I stopnia w kategorii autorskiej i monografii naukowych za książkę Socynianizm. Dzieje. Poglądy. Oddziaływanie (2016). W 2019 Juliusz Domański nazwał tę publikację opus vitae Zbigniewa Ogonowskiego.
8 października 2018 został pochowany na Komunalnym Cmentarzu Południowym w Warszawie.

## Wybrane publikacje
- Z zagadnień tolerancji w Polsce XVII wieku (1958)
- Locke (1972)
- Filozofia i myśl społeczna XVII wieku. 700 lat myśli polskiej, cz. I i II (1979)
- Zarys dziejów filozofii w Polsce. Wieki XIII–XVIII (współautor i redaktor naukowy) (1989)
- Myśl ariańska w Polsce XVII wieku. Antologia tekstów (1991)
- Filozofia polityczna w Polsce XVII wieku i tradycje demokracji europejskiej (1992)
- Socynianizm. Dzieje. Poglądy. Oddziaływanie (2016; w 2021 opublikowano we Włoszech przekład książki na język angielski: Socinianism. History, Views, Legacy, wstęp Mario Biagioni, Edizioni di storia e letteratura, Roma 2021)[7]